# Hélécine
Hélécine (wallonisch Élessene) ist eine Gemeinde in der französischsprachigen Provinz Wallonisch Brabant in Belgien. Sie besteht aus den drei Ortsteilen Linsmeau, Neerheylissem und Opheylissem.

## Geologie
Hélécine wird von der Kleinen Gete durchflossen. Es liegt ganz im Osten der Provinz Brabant Wallon auf halbem Weg zwischen Brüssel und Lüttich. Im Norden grenzt Hélécine an Flämisch-Brabant, im Osten an die Provinz Lüttich. Die Nachbargemeinden sind Jodoigne im Westen, Orp-Jauche im Süden, Lincent im Osten sowie Hoegaarden, Tienen und Landen im Norden.

## Geschichte
Bis 1893 bildete Linsmeau mit Noduwez (heute Teil von Orp-Jauche) eine Gemeinde. Die Gemeinde Hélécine entstand als Folge der Gebietsreform von 1977 durch Fusion von Linsmeau, Neerheylissem und Opheylissem.

## Politik

### Gemeinderat
Der Gemeinderat (Conseil Communal) von Hélécine hat 13 Mitglieder; aus ihm heraus wird das Collège mit dem Bürgermeister und drei Schöffen (Echevins) gebildet.

### Wappen
Seit 1996 führt Hélécine ein Wappen und eine Flagge. Das Wappen wurde von demjenigen der Herren von Linsmeau abgeleitet, welches 1696 beschrieben wurde. Die Flagge ist weiß mit einem roten Schrägbalken.

## Kultur und Sehenswürdigkeiten

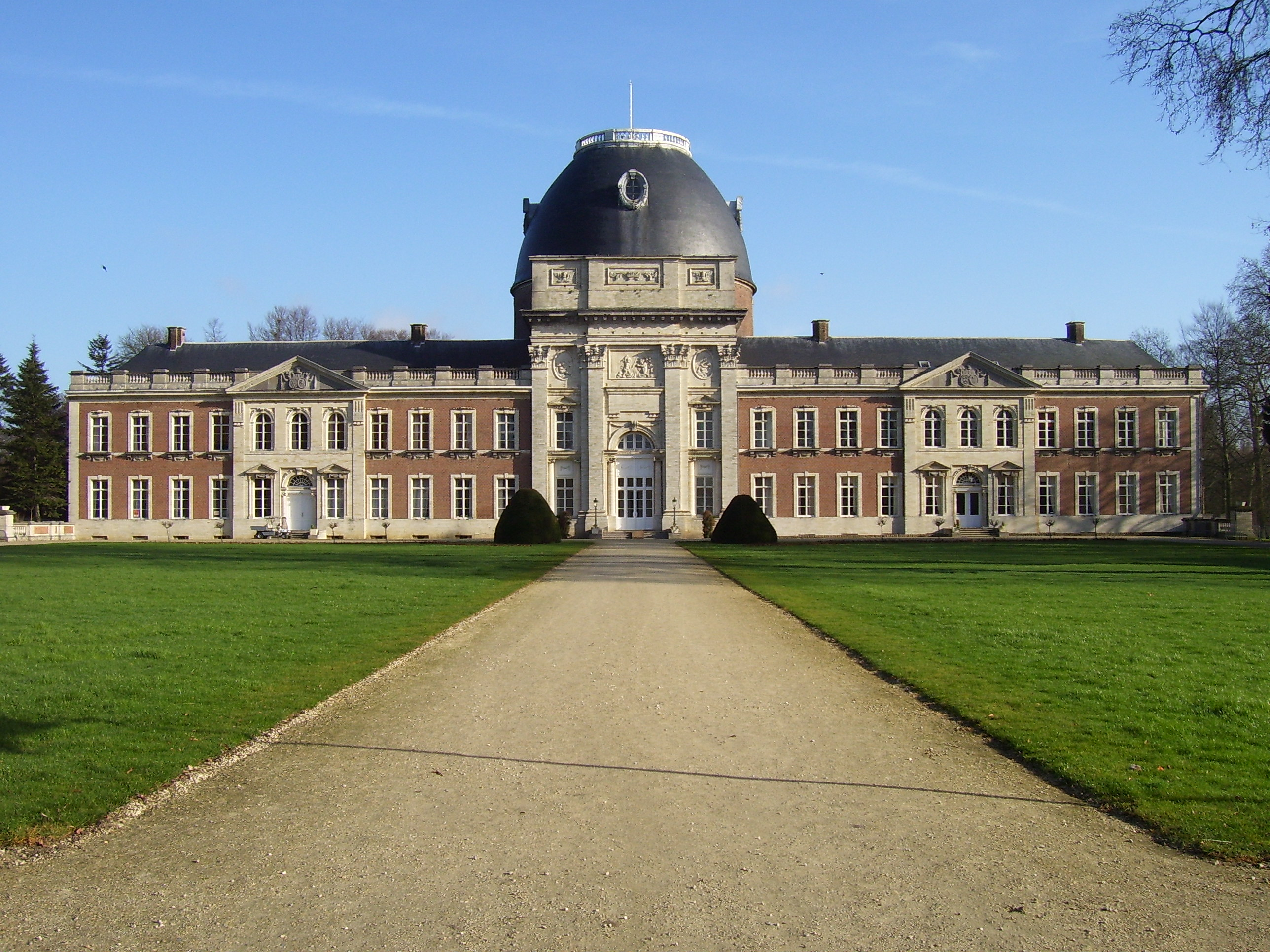
Provinzialdomäne Opheylissem

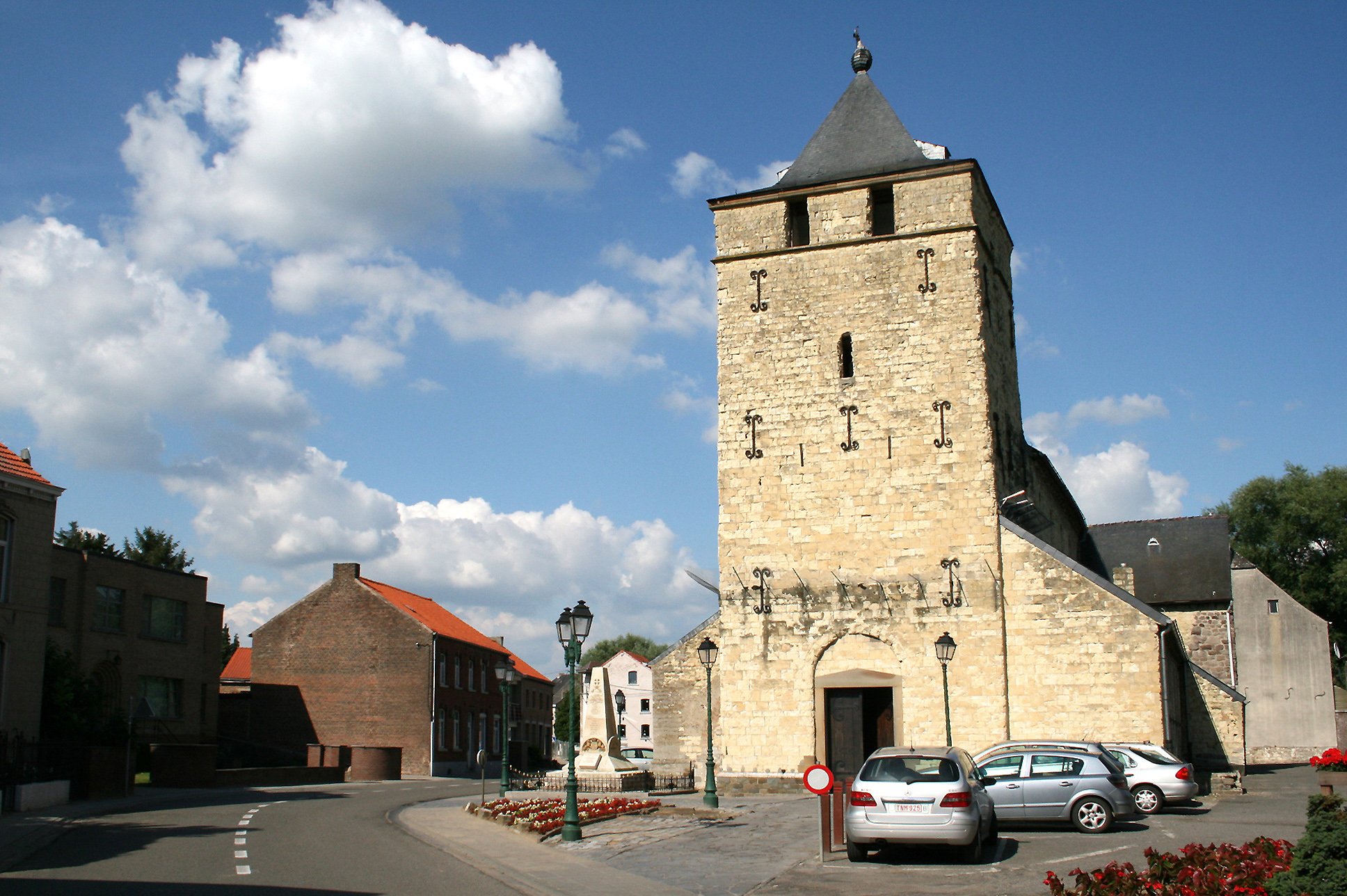
St.-Sulpitius-Kirche

Auf dem Gelände der 28 Hektar großen heutigen Provinzialdomäne Opheylissem befindet sich die schlossartige ehemalige Prämonstratenserabtei Heylissem. Die Gebäude wurden von 1760 bis 1780 nach Plänen des Architekten Laurent-Benoît Dewez errichtet. Heute stehen noch der Kuppelbau der Kirche sowie die zwei Flügel der Prälatur. Die Gebäude und der Park wurden um 1870 durch Alphonse Balat im neoklassizistischen Stil umgestaltet. Unweit der Provinzialdomäne befindet sich die Pfarrkirche St. Martin. Sie wurde um 1830 errichtet.
Im Ortsteil Neerheylissem befindet sich die aus dem 12. Jahrhundert stammende romanische St.-Sulpitius-Kirche. Es ist eine dreischiffige Kirche mit Querhaus. Auffällig ist der massive und im 17. Jahrhundert erhöhte Turm.
Der Hohlweg Longa im Norden von Neerheylissem wurde 1983 unter Landschaftsschutz gestellt.
Der zu Neerheylissem gehörende Weiler Ardevoor ist durch seinen am Laetaresonntag begangenen »deutschen Karneval« bekannt.

## Wirtschaft und Infrastruktur
Hélécine liegt an der Autobahn E40 und ist an die Nationalstraße N64 von Hannut nach Tirlemont angebunden. Die Gemeinde ist überwiegend landwirtschaftlich geprägt.